# Токтамис (Абайський район)
Токтами́с (каз. Тоқтамыс) — село у складі Абайського району Абайської області Казахстану. Адміністративний центр та єдиний населений пункт Токтамиського сільського округу.
Населення — 676 осіб (2021; 777 у 2009, 1161 у 1999, 1418 у 1989).
Національний склад станом на 1989 рік:
- казахи — 100 %

Станом на 1989 рік село називалось Бестамак, до 1998 року — Шаган.